# أنتوني كيمب
أنتوني كيمب (بالإنجليزية: Anthony Kemp)‏ هو مؤرخ عسكري بريطاني، ولد في 1939 في لندن في المملكة المتحدة، وتوفي في 29 يناير 2018 في ماكليسفيلد في المملكة المتحدة.